# Claes Virgin (filantrop)
Claes August Mauritz Virgin, född 17 december 1858 i Lidköping, död 30 augusti 1941 i Lidingö, var en svensk försäkringsman och filantrop.
Claes Virgin var son till kaptenen Fredrik August Virgin och Ulrika Magdalena Sandberg. Han blev 1877 telegrafist men övergick snart till Statens järnvägar och var stationsskrivare 1878–1888. Åren 1888–1889 var han reseinspektör för olika försäkringsbolag och 1890 grundade han Skandinaviska kreatursförsäkringsbolaget, där han samma år blev VD. År 1893 grundade han Livförsäkringsaktiebolaget Valand. I båda bolagen kvarstod han i ledningen till 1927. 
Virgin var den förste Barnens dag-generalen åren 1905–1907. Han tog 1908 initiativet till Kronprinsessan Margaretas vårdanstalt för tuberkulösa barn i Dalarna. År 1908 startade han också försäljningen av första majblomman. Virgin var verksam i försvarsrörelserna på 1910-talet och var bland annat ledamot av styrelsen för pansarbåtsinsamlingen 1912. Han arbetade även inom Röda korset och flera andra sociala hjälporganisationer. De insamlingar Virgin startade torde ha inbringat sammanlagt 20 miljoner kronor.[källa behövs] Virgin blev ledamot av Örlogsmannasällskapet 1912.